# Антонешть (Кантемірський район)
Антонешть (рум. Antoneşti) — село в Кантемірському районі Молдови. Адміністративний центр однойменної комуни, до складу якої також входить село Лека.

## Населення
За даними перепису населення 2004 року у селі проживали 1042 особи.
Національний склад населення села:
| Національність | Кількість осіб |
| -------------- | -------------- |
| молдавани      | 764            |
| болгари        | 257            |
| румуни         | 7              |
| росіяни        | 7              |
| українці       | 6              |
| інші           | 1              |
| Всього         | 1042           |